# Bernardino Caballero
Juan Bernardino Caballero de Añasco y Melgarejo, född 20 maj 1839 i Ybycuí, Paraguay, död 26 februari 1912 i Asunción, var en paraguayansk militär och politiker och Paraguays president 1880-1886 samt grundare av Coloradopartiet. 

## Biografi
Bernardino Caballero deltog i Trippelallianskriget och avancerade under krigsåren till general i kavalleriet. Caballero var med i krigets sista slag vid Cerro Corá i vilket president Francisco Solano López stupade. Efter slaget togs han till fånga och tillbringade cirka ett år i brasiliansk krigsfångenskap. Han var den högst rankade paraguayanske officer som överlevde kriget. Efter att ha släppts ur krigsfångenskapen återvände han till Paraguay och började engagera sig politiskt. 
I juni 1873 och i januari 1874 var Caballero en av ledarna bakom tre väpnade uppror mot den mäktige senatorn Benigno Ferreira, som tvingades i exil. Detta ökade Caballeros politiska inflytande, som valdes in i regeringen och tjänade först som inrikesminister under president Salvador Jovellanos och senare som utbildnings- och justitieminister under president Juan Bautista Gill.
Efter president Cándido Bareiros död den 4 september 1880 skedde en oblodig statskupp som resulterade i att senaten valde Caballero till ny president. Hans tid vid makten var relativt stabil, men präglades fortsatt av de omfattande ekonomiska problem som plågat landet sedan krigsslutet.
I presidentvalet 1886 ställde Caballero inte upp för omval, istället valdes hans nära politiska allierade Patricio Escobar till ny president i ett val som Caballero anklagades för att ha riggat. 1887 grundade han det konservativa Coloradopartiet. Han förblev fortsatt mycket inflytelserik inom landets politik fram till 1902 då liberalerna tog makten.
Han avled den 26 februari 1912, 72 år gammal.